# Dorfkirche Grüssow

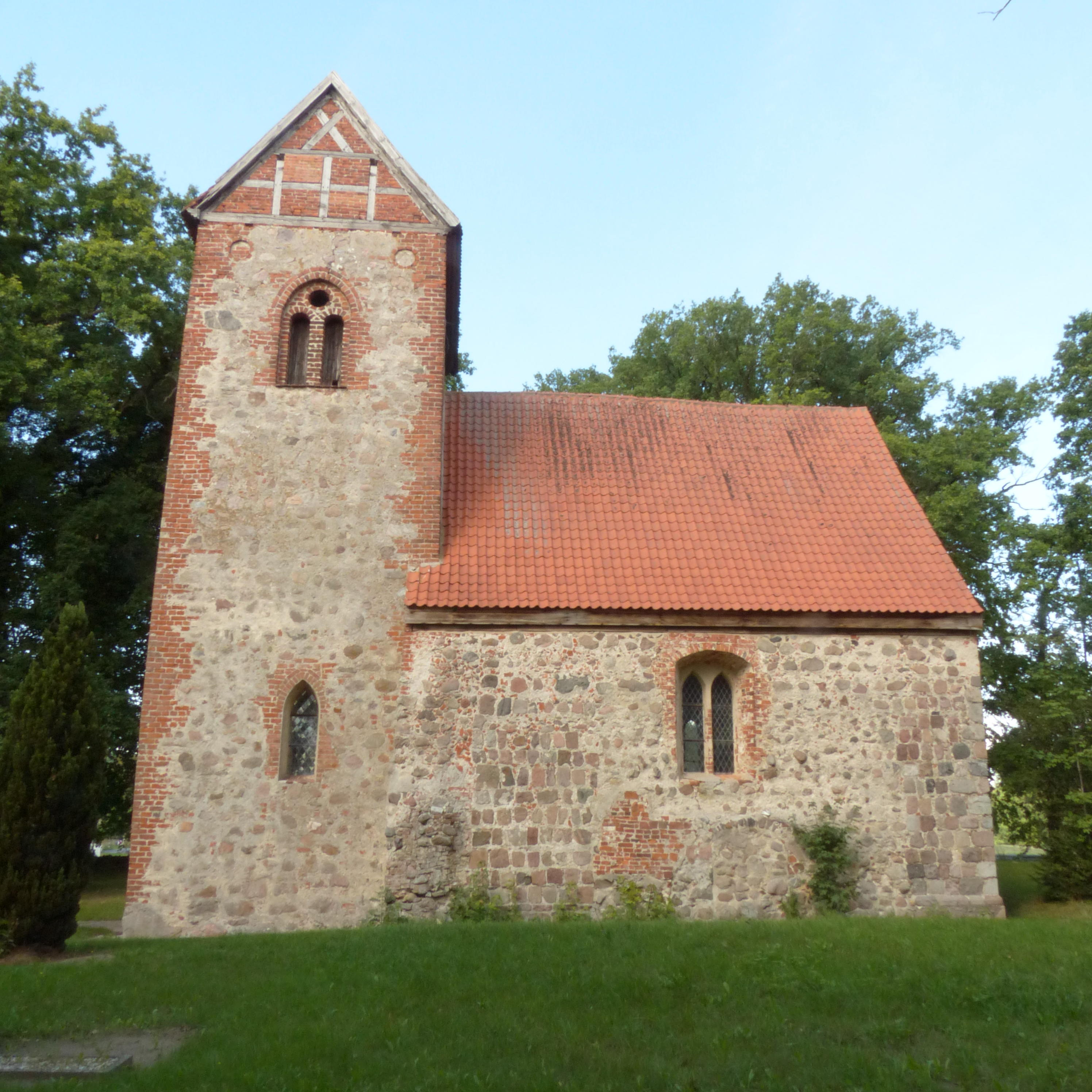
Kirche von Süden

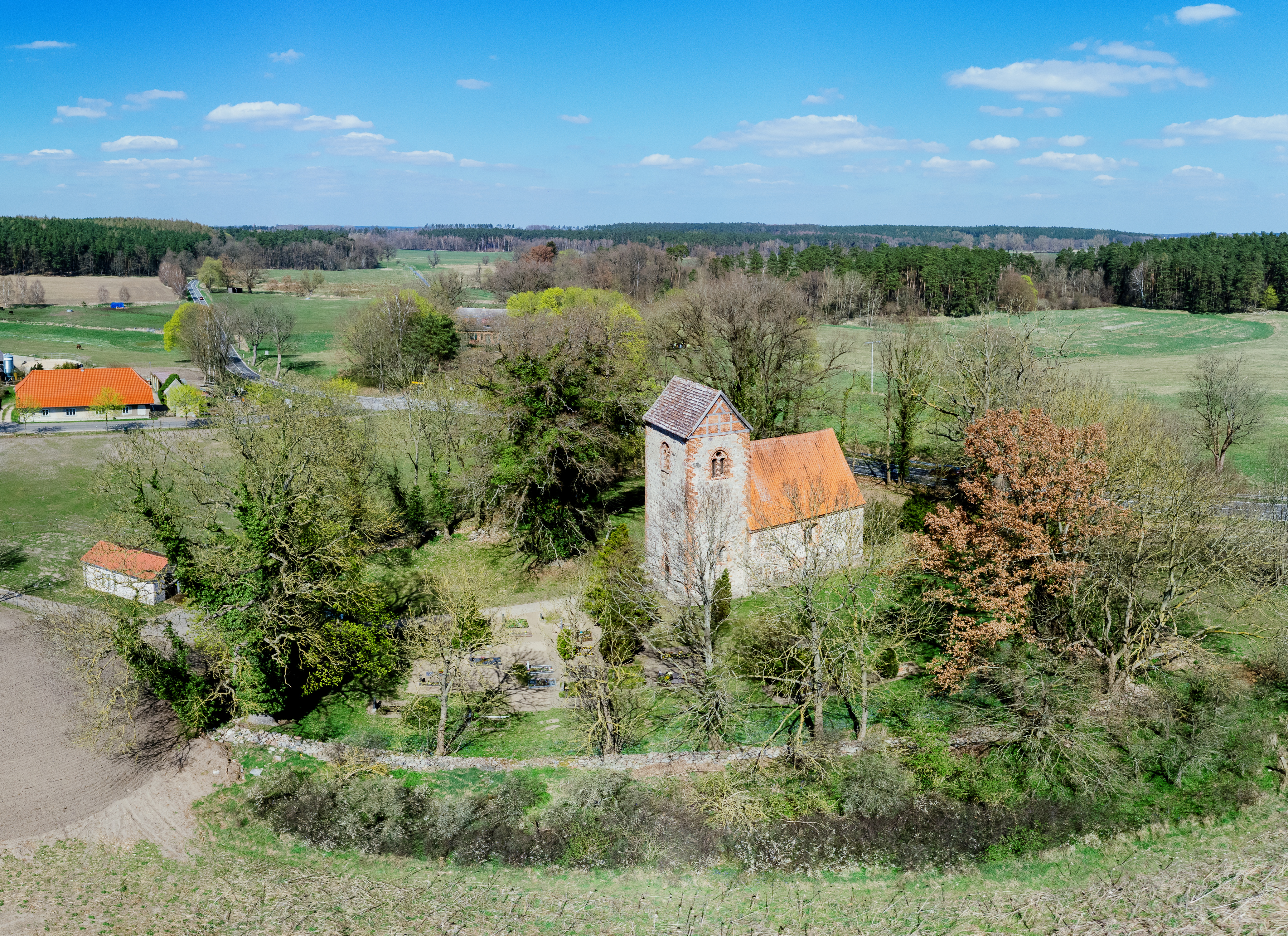
Kirche und umliegendes Gelände

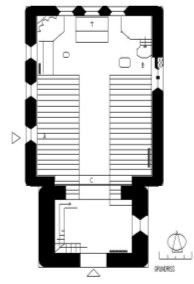
Grundriss

Die Dorfkirche in Grüssow in Mecklenburg-Vorpommern ist ein Sakralbau der Kirchengemeinde Grüssow/Satow, die der Propstei Neustrelitz des Kirchenkreises Mecklenburg der Evangelisch-Lutherischen Kirche in Norddeutschland (Nordkirche) angehört. Der rechteckige Feldsteinbau mit Westturm wurde am 6. März 1255 errichtet und der Heiligen Katharina geweiht. Die Kapelle liegt am nordöstlichen Ende der dörflichen Siedlung in Grüssow, angrenzend zur Straße von Malchow nach Darze, eingefasst von einer aus Findlingen errichteten Mauerumfriedung.

## Geschichte
Der Kirchenbau weist vier Bauphasen auf, die sich im Äußeren, wie auch im Inneren ablesen lassen. 1255 wurde die Kapelle als Feldsteinbau mit Westturm errichtet. Wie bei Pfarrkirchen jener Zeit üblich, hatte sie an beiden Längsseiten je einen Eingang. Um 1500 (oder auch erst im 17. Jahrhundert) muss die Kirche in einem sehr desolaten Zustand gewesen sein, was dazu führte, den Westturm und Teilbereiche des südlichen Mauerwerks neu aufzurichten. In dieser Bauphase wurde der südliche Eingang geschlossen und oberhalb ein Segmentbogenfenster mit einfachem zweibahnigen Maßwerk angelegt. Gleichzeitig wurde auf der Nordseite nach Westen ein neues Eingangsportal geschaffen.
In der zweiten Hälfte des 17. Jahrhunderts (1655–86) erhielt die Kirche unter dem Pensionär H. Christoph Wendt aus Kogel eine barocke Ausstattung (Altarretabel/Kanzel/Taufe). Die gotische Ausstattung wurde bis auf eine Mondsichelmadonna aus dem Ende des 15. Jahrhunderts, die sich in einem Schrein mit weiteren Assistenzfiguren befand, entfernt.
Aus derselben Erneuerung im 17. Jahrhundert kann auch das Backsteinmauerwerk des Turms stammen, denn Backsteinformat und Mauerverband sind hier typisch neuzeitlich. Dementsprechend sind auch die Schallöffnungen als Imitate älterer Formen anzusehen.
1856 wurde die Kirche letztmals im Innern umgestaltet, deren Ausstattungsensemble unter teilweiser Wiederverwendung bzw. Umbau der barocken Ausstattung bis heute den Raumeindruck stilistisch bestimmt. Eine Tafel auf dem nördlichen Teil der Ostwand dokumentiert diesen Umbau: „Zur Ehre Gottes des Herrn wurde im Jahr 1856 diese Kirche neu ausgebaut, unter Beihülfe des Patronats und Domainenrath Albert Kollmann aus Grüssow unter Leitung ihres Pastors Präpositius Adolph Kneser“. Bei letzteren handelt es sich um den Vater von Adolf Kneser.

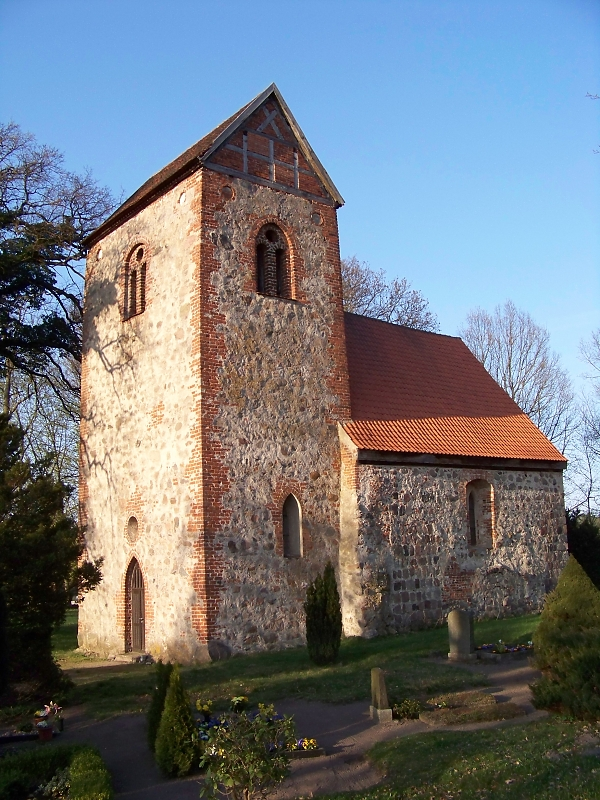
Von Südwesten
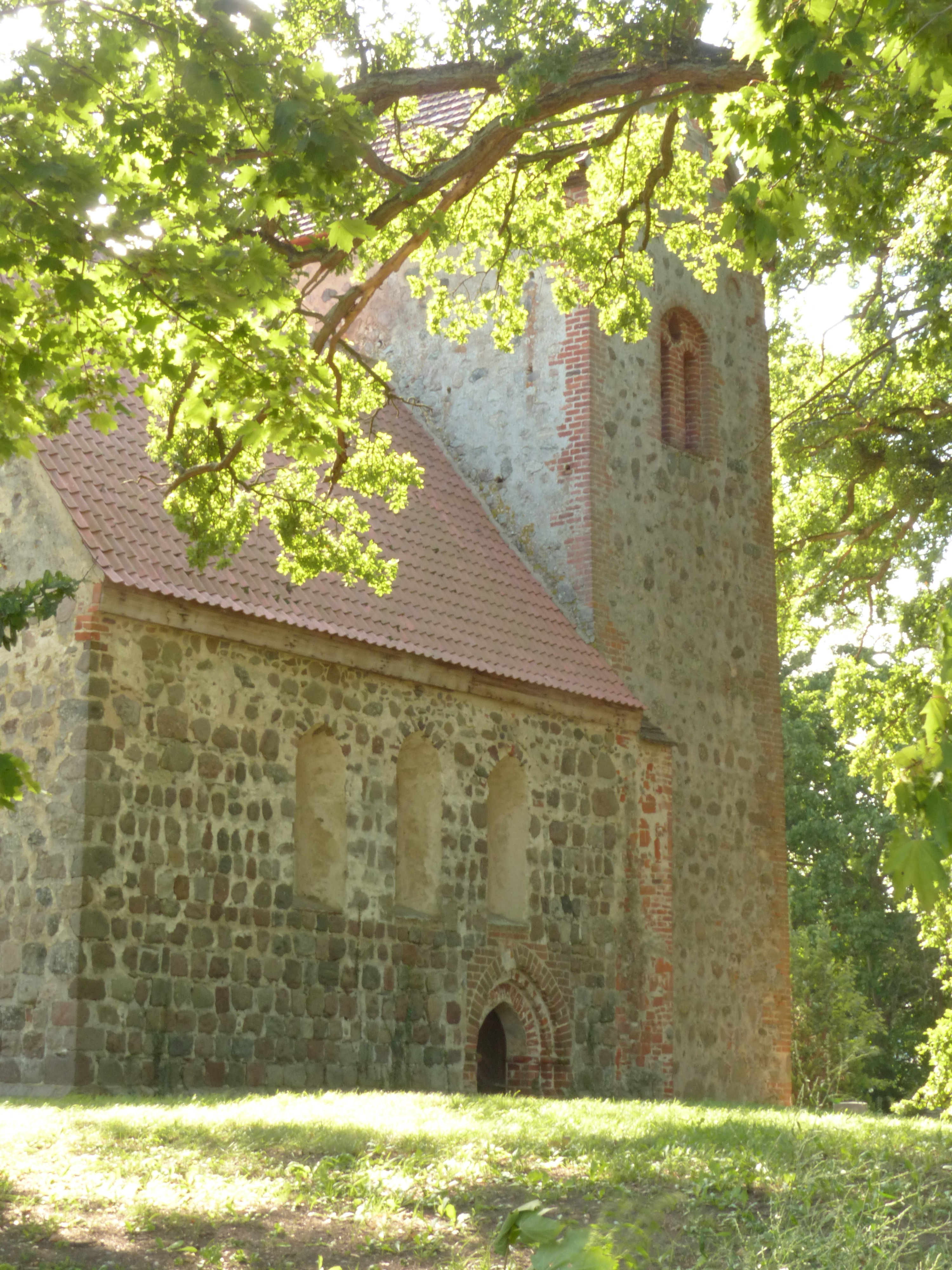
Von Nordosten
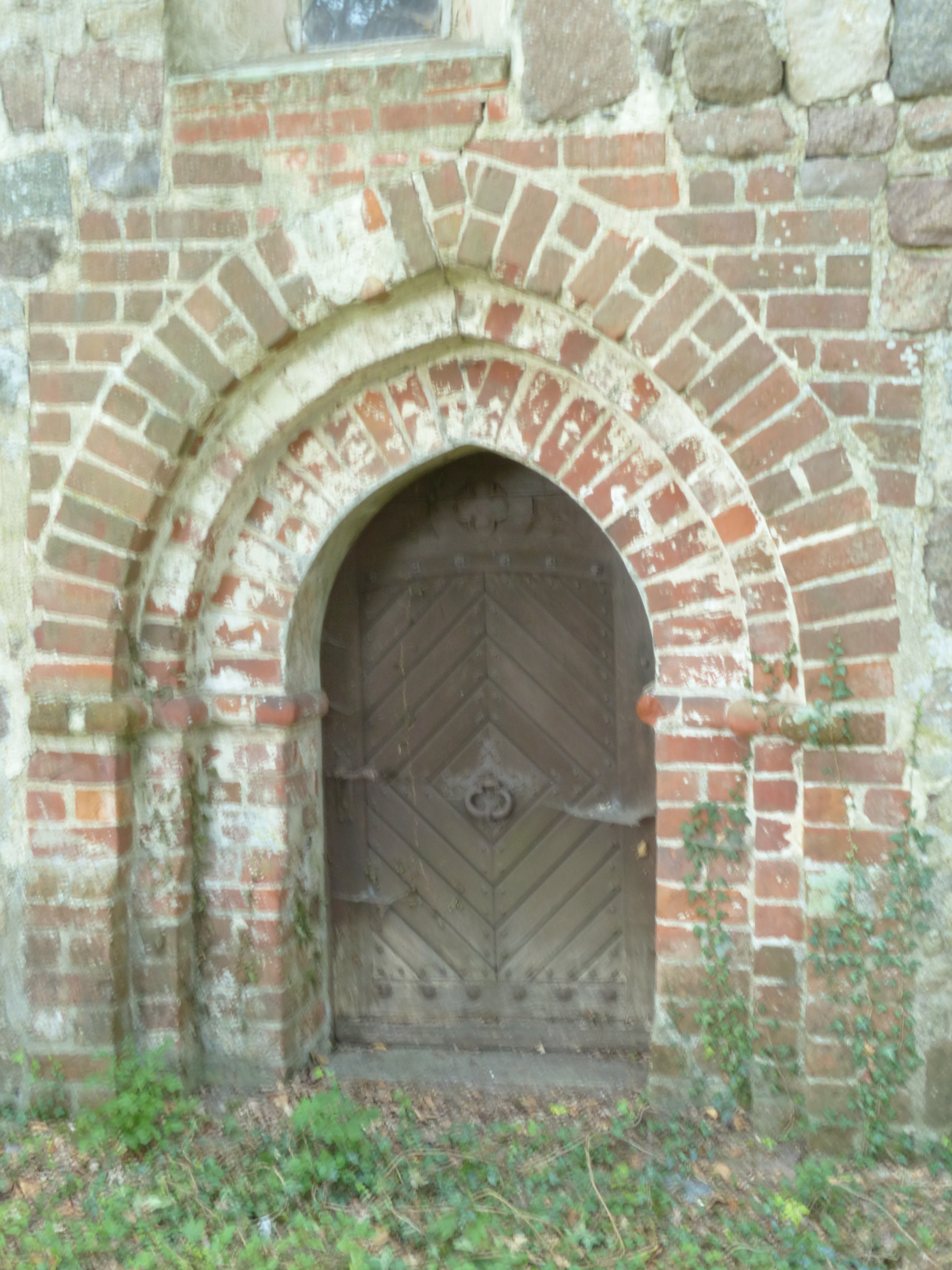
Nordportal
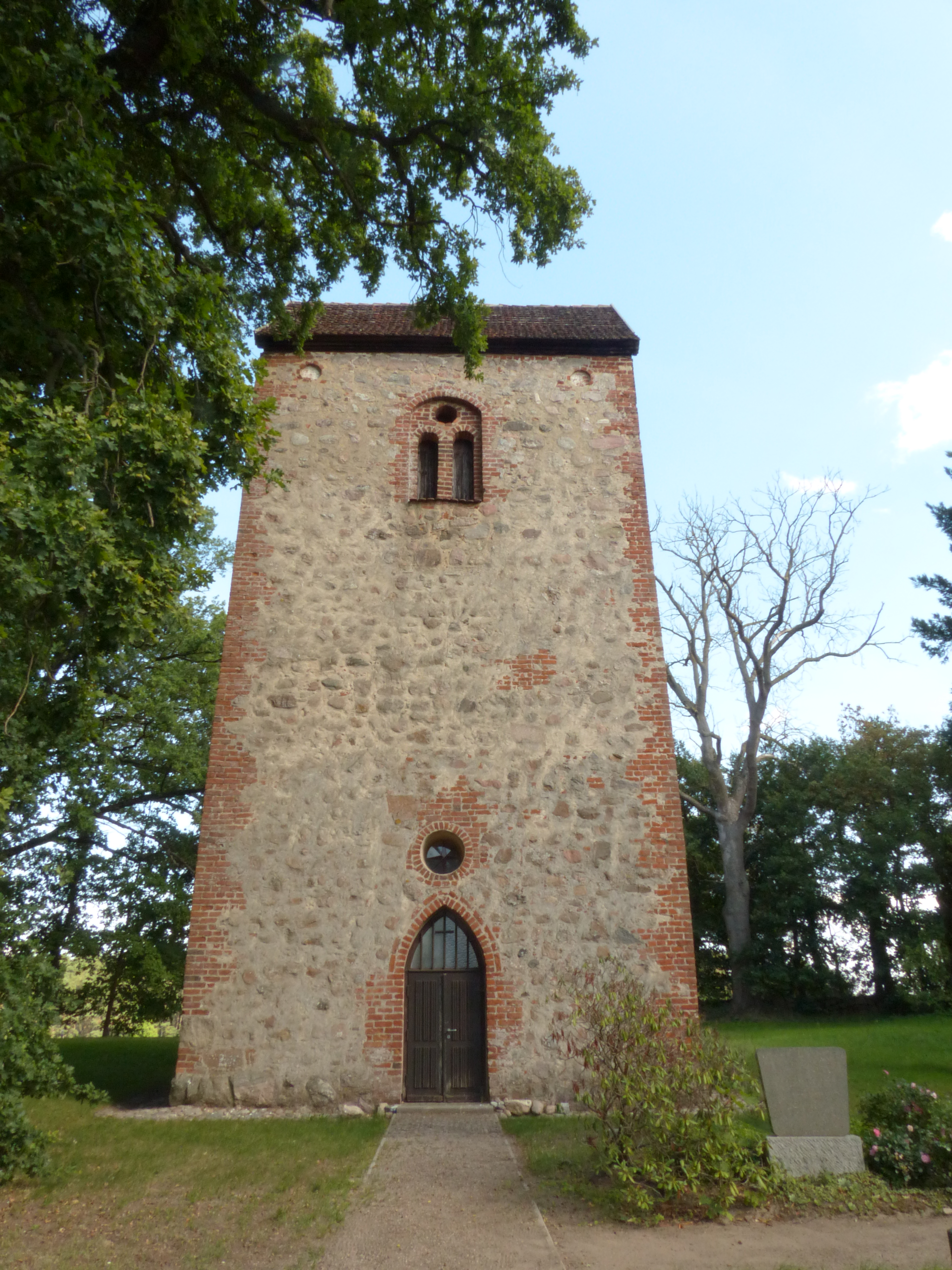
Von Westen
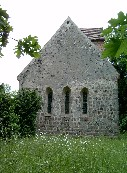
Ostgiebel

## Äußeres

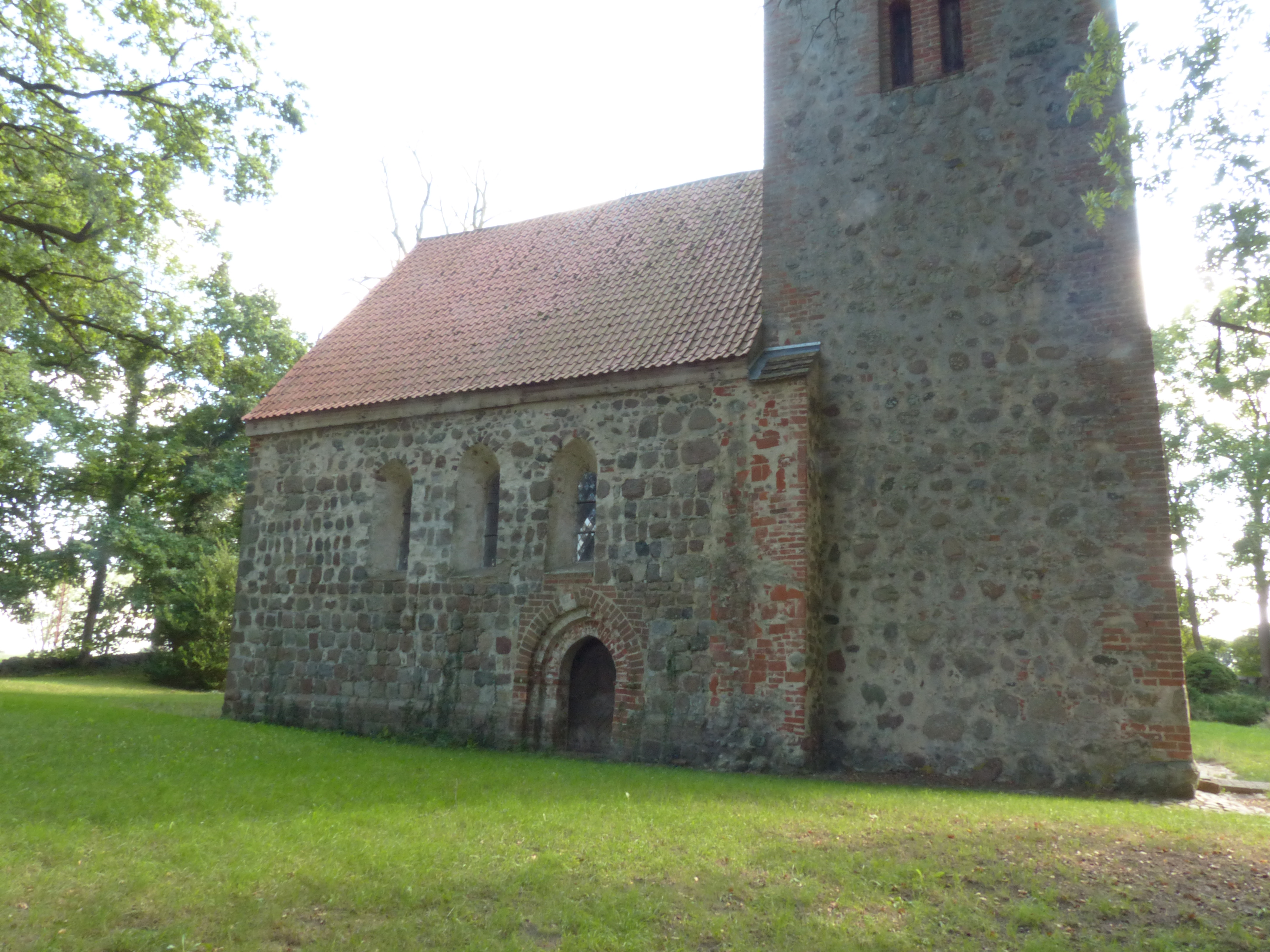
Kirche von Nordnordwesten

Die eigentliche Kirche ist ein Rechtecksaal ohne architektonische Gliederung in Chor und Schiff. Das aus Feldsteinen errichtete Mauerwerk weist zwei unterschiedliche Qualitäten auf. Mauerwerk des ursprünglichen Baus (wohl ab 1255) besteht an der Oberfläche aus relativ gut bearbeiteten Granitsteinen, auf einem abgefasten Sockelsims mit vorgelagertem Westturm und Eckquadersteinen errichtet. Die drei spitzbogigen Lanzettfenster auf der Ostseite und die drei baugleichen Fenster auf der Nordseite (siehe unten), jeweils mit Gewändeschnitt, sowie der in behauenen Feldstein gefasste, segmentbogige, später vermauterte Eingang auf der Südseite stammen aus dieser Zeit.
Die Nordwand des Schiffs hat drei Fenster in beginnender Gotik – außen spitzbogig, aber Glasebene rundbogig – mit Feldsteinlaibungen und ein dreifach gestuftes Spitzbogenportal aus großem mittelalterlichem Backstein, wahrscheinlich wie der ganze Rechtecksaal aus dem dritten Viertel des 13. Jahrhunderts.
In der Mitte der Südwand liegt ein mit Feldstein in Form rundlicher Bossen zugesetztes niedriges Portal. In dessen weiterer Umgebung, etwa der Hälfte der Südwand und gegen das ordentliche Mauerwerk in deren westlichem Viertel und östlichem Fünftel scharf begrenzt, besteht die Fläche der Südwand aus rundlichen Bossen und viel Mörtel. In diese Fläche eingebunden befindet sich schräg über dem vermauerten Portal ein in neuzeitlich kleinen Backstein gefasstes Segmentbogenfenster mit einfachem Maßwerk aus zwei spitzbogigen Bahnen.
Links neben dem vermauerten Portal besteht die Wandoberfläche aus Backstein, offensichtlich Flickwerk, der Verband ist sehr unregelmäßig und einige Läufer sind hochkant eingebaut, stehen auf ihren schmalen Längsseiten.
Als Bauzeit des etwas eingerückte querrechteckige Westturms kommen die Zeit um 1500 oder das 17. Jahrhundert in Betracht. Möglicherweise ersetzte er einen Vorgängerturm. Die Mauern bestehen in der Fläche aus unregelmäßigem Feldstein, in der Nähe der Ecken aus Backstein. Dessen kleines Format und dessen Kreuzverband sind typisch für die Zeit nach 1600.
Der Turm wurde mit seiner Ostwand vor die Westwand des Schiffs gestellt. Darum ist der Erdgeschossraum des Turms mit dem Schiff durch zwei aneinanderliegende Bögen verbunden, beide sind weit und spitz, der Bogen in der Turmwand nicht ganz so weit wie der in der Schiffswand. Äußerlich ist das Nebeneinander zweier Mauern kaschiert durch vorgezogene Westecken des Schiffs und seines Daches.
Mittig in der Westwand des Turms liegt eine spitzbogige Türöffnung mit Laibungsschnitt, die heute den Haupteingang der Kirche bildet. Oberhalb befindet sich ein Ochsenauge. Es findet Entsprechungen in den Rundblenden jeweils an den oberen Eckfeldern des Turmes. Im Untergeschoss auf der Südseite des Turmes befindet sich eine kleine spitzbogige Fensteröffnung mit Gewändeschnitt. Die Schallöffnungen befinden sich allseitig im Obergeschoss des Turmes und sind als Biforien (Fensternischen) mit bekrönendem Okulus in einer segmentbogigen Nische eingearbeitet. Sie sind aus neuzeitlichem Backstein gemauert, imitieren aber Wandöffnungen des (frühen) Hochmittelalters. Die seitlichen Giebelfelder des Turmes wurden in Fachwerk errichtet, vermutlich 1856. Der Turm hat einen Biberschwanzbehang von 1856 und das Satteldach des Kirchenschiffes Hohlpfannen aus der zweiten Hälfte des 20. Jahrhunderts.

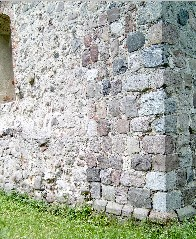
Südostecke
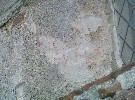
Fenstergewände, Ostseite
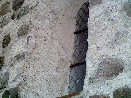
Fenstergewände, Nordseite
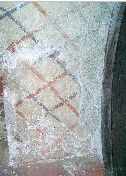
Türlaibung, Nordseite, Detail

Das Mauerwerk des Kirchenschiffes weist diverse Putzfragmente aus unterschiedlicher Zeit auf. So befinden sich im Giebelfeld der Ostseite noch umfangreiche Putzfragmente, während der Putz an den Längswänden vermutlich im Zeitgeschmack des 19. Jahrhunderts (Natur- bzw. Materialsichtigkeit) entfernt wurde. In den Gewändeschnitten der östlichen Fensterachsen lassen sich oxidrote Farbfragmente einer Ausmalung aus gotischer Zeit (1255?) auf einem Schlämmputz erkennen, auf dem ein weiterer gotischer Putz mit Quadersteinfugen (Putzritzung) um 1500 folgt. Dieser Putz liegt etwas umfangreicher an den nördlichen Fensterachsen im Bereich der Fenstergewände und an Teilbereichen des Mauerwerks vor. Der Putz ist sehr instabil. Das frühgotische Eingangsportal auf der Nordseite nach Westen weist Kerbschnittfugen sowie farbige Absetzungen (Rautenoxidgrün/Eisenoxidrot) mit Putzritzung und Fragmenten einer ornamentalen Absetzung (schwarze Lilien?) auf einer weißen Kalkkaseinschlämme auf und steht im Kontext zu den Putzritzungen im Bereich der Fenstergewände. Im Innern ist die Türlaibung mit Kreisen (Zirkelschlägen) versehen. Während die Rauten im Außenbereich aus gotischer Zeit um 1500 entstanden (partiell Ausbesserungen von 1856), so stammt die Istfassung im Innern der Kreise aus der zweiten Hälfte des 20. Jahrhunderts. Diese geht jedoch auf den Farbbefund von 1856 zurück. Denkbar wäre jedoch auch ein gotischer Befund, der 1856 in puristischer Manier aufgenommen wurde.

## Inneres
Der queroblong gestellte Turm öffnet sich zum Kirchenschiff über zwei spitzbogige Quergurte zum längsrechteckigen Saalraum des Kirchenschiffes. Die Decke des Turmes und die des Kirchenschiffes besitzen eine neuzeitliche Balkendecke, unter der sich eine ältere (baugleiche?) Decke verbirgt. Die Wände sind verputzt und gefasst. Der Bodenbelag des Turmes, der Mittelgang des Kirchenschiffes und der Chorraum sind mit oktogonalen Terrakottaziegeln in Oxidrot und Beige ausgelegt. Unter den Bänken befinden sich ein Ziegelbelag. Die Kirche besitzt keinen Stromanschluss und keine Heizung.

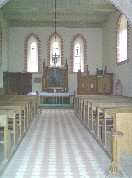
Inneres mit Blick nach Osten
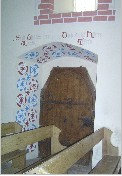
Nordportal

### Farbgebung
Die Istfassung (cremeweiß) stammt aus der zweiten Hälfte des 20. Jahrhunderts und nimmt vermutlich die Farbgestaltung von 1856 auf. Die Fensterfaschen sind mit einer Backsteinimitation und umlaufendem Knospenwerk versehen. Auf den Laibungen der westlichen Quergurte befindet sich eine Rankenwerkmalerei. Oberhalb der Türen und über dem ersten Quergurt sind Sinnsprüche angebracht: A-„Seid Täter des Worts, und nicht Hörer allein“ / B-„Alles Ding währt seine Zeit, Gottes Wort in Ewigkeit“ / C-„Heb.18.2..Jesus Christus gestern und heute und derselbe in Ewigkeit“.

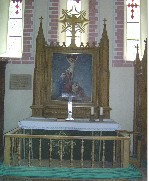
Altarretabel
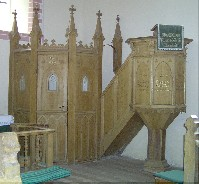
Kanzel mit Aufgang und Sakristei
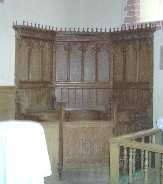
Patronatsprieche

## Ausstattung

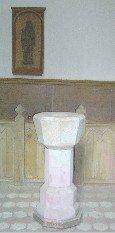
Steintaufe

### Möblierung
- Altarretabel, 1676 bez. mit Schrifttafel im Predellafeld (1856 überfasst), 1856 wurde mit der Umgestaltung des Altars das Altarbild mit der Darstellung „Verdammung und Rettung der Sünder“ (Oel/Holz) entfernt (jetziger Standort im Turm)

heutiges Altarbild eine Kreuzigungsdarstellung im Nazarenerstil (Oel/Leinwand)
- Altarmensa mit Chorschranken und Kniehbänken-1856
- Antependium 1856
- Kanzel mit Aufgang-„EXTER.1655/Renov.18556“ bez.
- Gestühl 1856 (Sakristei-, Patronats- und Kirchenvorstehergestühl, sowie 21 Kirchenbänke-1856)
- Mondsichelmadonna: 1500 (holzsichtig, vermutl. wurde die Fassung 1856 entfernt)
- Holztaufe mit Deckel 1685
- Steintaufe 1861

### Liturgisches Gerät
- Kelch 1629, Silber vergoldet
- Kelch 1747, Zinn
- Patene 1669, Zinn

### Leuchter

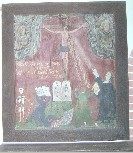
Barockes Altarbild

- Leuchterpaar 1. H. 19. Jh., Zinn
- Sternenkronleuchter 1856

### Farbgebung der Ausstattung
Die Istfassung der Ausstattung liegt außer im Bereich der Stein- und Holztaufe als helle Holzimitationsfassung (Bierlasur) von 1856 vor. Die Holztaufe weist die historische Erstfassung (Braun-Absetzungen grün/rot) von 1685 neben partiellen Retuschen auf. Diese Fassung steht vermutlich im farbigen Kontext zur 1856 überfassten Farbgebung der barocken Ausstattung (Altar/Kanzel).

### Eingangstüren

#### Nordportal
Die Eichentür im Nordportal wurde 1856 gefertigt. Das Türblatt reicht nicht ganz bis in die Spitze des gemauerten Bogens. Oberhalb setzt sich die Gestaltung des Türblattes im Blendrahmen fort. Der obere Querfries des Blattes besteht aus einem Segmentbogen und – darüber – der Nachahmung eines Tympanons dessen zentrales Element ein mit einem Vierpass gefüllter Kreis ist. Die seitlichen senkrechten Friese und der untere Querfries sind schlicht. Die Türfüllung besteht auf der Außenseite aus zu konzentrischen Rhomben gefügten Spundbrettern. Sie sind ebenso  wie die Querfriese durch dekorativ vorstehende Vierkantschrauben mit dahinter liegenden Rahmenteilen verbunden.

#### Westportal
Das Westportal, heute Haupteingang der Kirche, hat eine Eingangstür aus der zweiten Hälfte des 20. Jahrhunderts, darüber anstelle eines Tympanons eine in schmale senkrechte Streifen gegliederte Verglasung.

### Glocke
Glocke von 1689, umgegossen 1842 von Johann Carl Ludwig Illies.

## Quelle
- Lothar Kuppe: Dorfkirche Grüssow, 6/2004